# جورج آگوستوس فردریک فیتزکلارنس
جورج آگوستوس فردریک فیتزکلارنس (انگلیسی: George FitzClarence, 1st Earl of Munster؛ ۲۹ ژانویه ۱۷۹۴ – ۲۰ مارس ۱۸۴۲ (۴۸ سال)) سرباز اهل پادشاهی متحد بریتانیای کبیر و ایرلند بود. وی همچنین برندهٔ جوایزی همچون همکار انجمن سلطنتی شده‌است.